# Aleksander Bychowiec
Aleksander Bychowiec herbu Mogiła (zm. w 1863 w Mogilowcach) – polski historyk amator, odkrywca tzw. Kroniki Bychowca.
Był właścicielem majątku Mogilowce w powiecie wołkowyskim guberni grodzieńskiej. 
W latach dwudziestych XIX wieku odnalazł w księgozbiorze rodzinnym rękopis historii Wielkiego Księstwa Litewskiego. W roku 1834 Aleksander Bychowiec przekazał rękopis Teodorowi Narbuttowi, który w roku 1846 ogłosił go drukiem pod nazwą „Kroniki Bychowca”. 
Miał dwóch synów: Kazimierza i Stanisława Józefa Daniela (1829—1883), który został generałem-majorem armii carskiej i dowódcą piątego korpusu stacjonującego w Odessie. Stanisław Józef Daniel poślubił Teresę z Druckich-Lubeckich.